# Richard Chelimo
Richard Chelimo, född den 24 februari 1972 död den 15 augusti 2001, var en kenyansk friidrottare som framför allt tävlade på 10 000 meter.
Chelimos genombrott kom när han 1990 blev tvåa på junior-VM i terränglöpning. Året efter 1991 deltog han vid VM i Tokyo där han blev silvermedaljör sju tiondelar efter landsmannen Moses Tanui. 
Chelimo deltog även vid Olympiska sommarspelen 1992 i Barcelona där det åter blev en silvermedalj, denna gång var det Khalid Skah som vann. Loppet blev dramatiskt eftersom båda löparna varvade Hammou Boutayeb som slog i Chelimo som inte kunde ta upp jakten på Skah. Skah blev först diskvalificerad men en marockansk protest gjorde att Skah åter blev guldmedaljör. 
Under 1993 slog Chelimo världsrekordet på 10 000 meter när han sprang på 27.07,91 vid en tävling den 5 juli i Stockholm. Men rekordet stod sig bara till den 10 juli då landsmannen Yobes Ondieki noterade 26.58,39 vid en tävling i Oslo. Samma år deltog Chelimo vid VM i Stuttgart där han blev bronsmedaljör på 10 000 meter slagen av Haile Gebrselassie och Moses Tanui.
VM i Stuttgart blev hans sista internationella mästerskap. 2001 avled han i sviterna av hjärncancer. 

## Personliga rekord
- 5 000 meter - 13.05,14
- 10 000 meter - 27.07,91